# Kwintet voor fagot en strijkkwartet
Het Kwintet voor fagot en strijkkwintet (kortweg Fagotkwintet) is een compositie van de Fin Kalevi Aho.
Aho werd benaderd door fagottist Juhani Tapaninen (van het Fins Radiosymfonieorkest) voor een werk binnen de kamermuziek waarbij de fagot een enigszins solistische rol heeft. In de ogen van Tapaninen was daarvoor te weinig repertoire. Aho lichtte dat toe dat volgens zijn mening, de collegae van hem onvoldoende inzicht hadden in de mogelijkheid van dat muziekinstrument. Aho verdiepte zich in die mogelijkheden en combineerde in zijn ogen de twee karaktereigenschappen van de fagot: enerzijds de nar en anderzijds de bangerd binnen de muziekinstrumenten. Dat leidde volgens hem tot een werk, dat gedurende de tijdsduur omslaat van "gekkigheid" tot "ernst". Het werk is daarbij opgedeeld in zes deeltjes die in elkaar overgaan:
- ouverture (allegro)
- parodie (andante)
- scherzo (presto)
- cadenza
- finale (allegro)
- epiloog (andante)

De stijl werd Eigentijdse klassieke muziek. 
De première vond plaats door de opdrachtgever met een strijkkwartet bestaande uit andere leden van genoemd orkest op 16 januari 1978. De partij op de eerste viool werd toen gespeeld door componist/violist/dirigent Leif Segerstam. Aho zou later nog andere werken voor de fagot schrijven, zoals Solo V en een Fagotconcert voor Bram van Sambeek.